# Hip Hop Symphonique
Hip Hop Symphonique est une série de concerts qui se produit en France depuis 2016. Le principe est de faire jouer un orchestre symphonique sur des chansons de hip-hop français, arrangés, réorchestrés par Issam Krimi et Camille Pépin et joués en direct par les artistes, accompagnés par l’Orchestre philharmonique de Radio France et The Ice Kream, sous la direction artistique d’Issam Krimi et la direction d’orchestre de Dylan Corlay. Ils sont produits par Mouv' et l'Adami,.

## Éditions
- 1re édition[3] : MC Solaar, Youssoupha, Ärsenik, IAM, Bigflo et Oli.

- 2e édition[4] :  Oxmo Puccino, Gaël Faye, Sages Poètes de la rue, Georgio, Black M.

- 3e édition[5],[6] : Dosseh, Sniper, Fianso, S.Pri Noir, Wallen.

- 4e édition[7],[8] :  Chilla, Ninho, SCH, Rim'K.

- 5e édition[9],[10] : Lous and the Yakuza, Maes , Meryl, Passi, Soolking.

- 6e édition[11],[12] : Benjamin Epps, Bisso Na Bisso, Dinos, Doria, Laeti, MC Solaar, Selah Sue.

- 7e édition[13],[14] : Chilla, Bianca Costa, Davinhor, Le Juiice et Vicky R, Berywam, Fianso, Fresh, Gazo, Kalash, Soprano.

- 8e édition[15],[1] : Kayna Samet, Ronisia, Tayc, Tuerie.